# Národní palácové muzeum

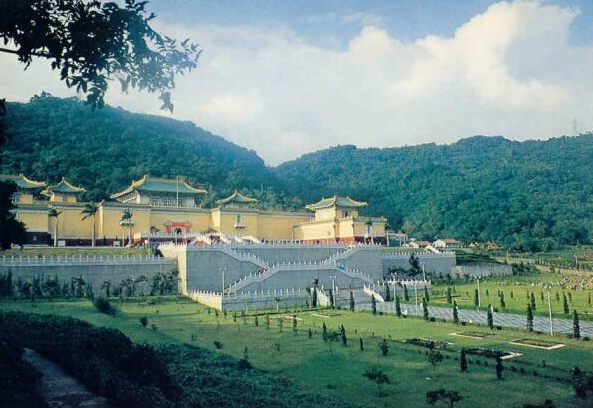
Národní palácové muzeum roku 1970

Národní palácové muzeum (čínsky v českém přepisu Kuo-li ku-kung po-wu-jüan, pchin-jinem Guólì Gùgōng Bówùyùan, znaky zjednodušené 国立故宫博物院, tradiční 國立故宮博物院) je muzeum umění v Tchaj-peji na Tchaj-wanu. K březnu 2017 disponovalo kolekcí 697 490 kusů čínských uměleckých děl. Sbírky zahrnují předměty z osmi tisíc let čínských dějin od neolitických dob po konec říše Čching. Většina kolekce pochází z po staletí shromažďovaných sbírek čínských císařů. Zahrnuje množství vzácných bronzů, kaligrafií, obrazů, uměleckých děl z nefritu, keramiky, knih, historických dokumentů, oděvů a okrasných předmětů.
Muzeum vzniklo z té části císařských sbírek v pekingském Zakázaném městě, která byla roku 1931 odvezena do Šanghaje, později do Nankingu a dále do vnitrozemí, aby nepadla do rukou Japonců. Roku 1948, v souvislosti s porážkou Čínské republiky v občanské válce, byly sbírky převezeny na Tchaj-wan.
V roce 2015 otevřela jižní pobočka muzea ve městě Tchaj-pao v okrese Ťia-i, vystavující artefakty z různých asijských civilizací.